# Den store prøve (film fra 1923)
Den store prøve er en amerikansk stumfilm fra 1923 af Allan Dwan.

## Medvirkende
- Tom Moore som Jimmy Donovan
- Edith Roberts som Kitty Costello
- Raymond Hatton som Cokey Joe Miller
- Joe King som Big Ben Murray
- Mickey Bennett som Midge Murray
- Charles Henderson
- Paul Panzer som Mike Navarro